# Cork Hibernians Football Club
Dernière mise à jour : 20 septembre 2009.
Cork Hibernians Football Club est un ancien club de football irlandais basé dans la ville de Cork. Il a participé au championnat d'Irlande de football de 1957 à 1977 et a conquis un titre de champion d'Irlande en 1971.

## Histoire
Le club a été fondé par d’anciens membre de l’ « Ancient Order of Hibernians », une fraternité catholique irlandaise, a longtemps joué sous le nom d’AOH au niveau amateur. C’est sous ce nom que le club gagne en 1952 la Coupe d’Irlande niveau Intermédiaire. En 1957, le club change de nom et adopte un statut semi-professionnel qui lui permet de participer au Championnat d'Irlande de football en remplacement du club de Cork Athletic. Durant les années 1960 et au début des années 1970, Cork Hibernians est l’adversaire direct d’un autre club de Cork, le Cork Celtic. Les deux clubs ont un soutien populaire très fort. Jouer devant des affluences de plus de 10 000 spectateurs est habituel pour ces deux clubs. La plus grosse affluence à Flower Lodger est de 26 000 spectateurs pour un match contre Waterford United.
Les Cork Hibernians connaissent leur période la plus fructueuse sous la direction de l’entraîneur-joueur Dave Bacuzzi, un ancien défenseur du championnat anglais (Arsenal FC et Manchester City). Bacuzzi rejoint le club en mai 1970. Il guide alors les Hibernians vers de nombreux trophées dont un titre de champion d’Irlande acquis au terme de la saison 1970-1971 après un match de barrage contre les Shamrock Rovers. En 1972 le club remporte la Coupe d'Irlande de football grâce à un Hat Trick de Miah Dennehy en finale contre Waterford United. Cette même année le club remporte la Blaxnit Cup, une compétition entre clubs irlandais et nord-irlandais.
Après le départ de Bacuzzi vers Home Farm FC en 1974, les Hibernians restent parmi les cinq meilleurs en championnat jusqu’à sa dissolution surprise en 1976. Le club est en crise. Les spectateurs sont de moins en moins nombreux au stade et il perd beaucoup d’argent. Pour avoir fait jouer un footballeur non enregistré auprès de la fédération irlandaise, l’ancien international anglais Rodney Marsh, le club écope d’une très grosse amende financière. La direction du club décide alors de ne pas solliciter de nouvelle licence pour jouer en championnat d'Irlande. Il se dissous peu après pour avoir été incapable de faire face aux difficultés financières. Les Hibernians sont remplacés dans le championnat par un autre club de Cork, les Albert Rovers,.

## Bilan sportif

### Palmarès
Cork Hibernians
- Championnat d'Irlande : 1
  - 1970-71

- Coupe d'Irlande : 2
  - 1972 et 1973

- League of Ireland Shield : 2
  - 1970 et 1973

- Blaxnit Cup : 1
  - 1972

- Dublin City Cup : 3
  - 1966, 1971 et 1973

- Munster Senior Cup : 8
  - 1961, 1965, 1968, 1969, 1970, 1971, 1973 et 1975

AOH
- FAI Intermediate Cup : 1
  - 1952

### Records du club
- La plus large victoire :
  - 10-1 contre Transport FC, le 20 mars 1960

- La plus large défaite :
  - 2-8 contre Dundalk FC, le 10 novembre 1957

- Le meilleur buteur du club sur une saison :
  - Tony Marsden, 22 buts, en 1971-72

- Le meilleur buteur du club toutes compétitions confondues :
  - Dave Wigginton, 130 buts.

### Bilan par saison
| Saison  | Classement |
| ------- | ---------- |
| 1975/76 | 5e         |
| 1974/75 | 4e         |
| 1973/74 | 3e         |
| 1972/73 | 4e         |
| 1971/72 | 2e         |
| 1970/71 | 1er        |
| 1969/70 | 3e         |
| 1968/69 | 3e         |
| 1967/68 | 10e        |
| 1966/67 | 9e         |
| 1965/66 | 4e         |
| 1964/65 | 4e         |
| 1963/64 | 6e         |
| 1962/63 | 6e         |
| 1961/62 | 5e         |
| 1960/61 | 9e         |
| 1959/60 | 6e         |
| 1958/59 | 10e        |
| 1957/58 | 12e        |

### Bilan européen
Note : dans les résultats ci-dessous, le score du club est toujours donné en premier.
| Saison    | Compétition               | Tour                | Club                     | Domicile | Extérieur | Total |
| --------- | ------------------------- | ------------------- | ------------------------ | -------- | --------- | ----- |
| 1971-1972 | Coupe des clubs champions | Seizièmes de finale | Borussia Mönchengladbach | 0 - 5    | 1 - 2     | 1 - 7 |
| 1972-1973 | Coupe des coupes          | Seizièmes de finale | Pezoporikos Larnaca      | 4 - 1    | 2 - 1     | 6 - 2 |
| 1972-1973 | Coupe des coupes          | Huitièmes de finale | Schalke 04               | 0 - 0    | 0 - 3     | 0 - 3 |
| 1973-1974 | Coupe des coupes          | Seizièmes de finale | Baník Ostrava            | 0 - 1    | 1 - 2     | 1 - 3 |

Légende
- Victoire ou qualification pour le tour suivant
- Match nul
- Défaite ou élimination de la compétition

## Source
- (en) Michael Russell, Hibs! A Historiy of Cork Hibernians FC 1957-1976, Cork, Onstream, 2018, 432 p. (ISBN 978-1-897685-50-1).